# Lőkösháza (stacja kolejowa)
Lőkösháza (węg. Lőkösháza vasútállomás) – stacja kolejowa w miejscowości Lőkösháza, w komitacie Békés, na Węgrzech. Znajduje się na linii 120 Budapest – Újszász – Szolnok – Lőkösháza i jest kolejowym przejściem granicznym z Rumunią.
Stacja obsługuje pociągi wszystkich kategorii InterCity. 

## Linie kolejowe
- Linia 120 Budapest – Újszász – Szolnok – Lőkösháza
- Linia 492 Mezőkovácsházak – Lőkösháza